# Terbi(III) chloride
Terbi(III) chloride (công thức hóa học: TbCl3) là một hợp chất vô cơ. Ở trạng thái rắn TbCl3 có cấu trúc lớp giống YCl3. Terbi(III) chloride thường tạo thành hexahydrat.

## Điều chế
Dạng hexahydrat của terbi(III) chloride có thể thu được bằng phản ứng của terbi(III) oxide và acid chlorhydric:
Tb2O3 + 6 HCl → 2 TbCl3 + 3 H2O
Nó cũng có thể thu được bằng phản ứng trực tiếp giữa các nguyên tố:
2 Tb + 3 Cl2 → 2 TbCl3

## Tính chất
Terbi(III) chloride là một loại bột màu trắng, có tính hút ẩm. Nó kết tinh dưới dạng trực thoi (giống plutoni(III) bromide) với nhóm không gian Cmcm (số 63). Nó có thể tạo phức Tb(gly)3Cl3·3H2O với glycin.

## Ứng dụng
Terbi(III) chloride được sử dụng trong ngành công nghiệp bán dẫn. Hexahydrat đóng vai trò quan trọng như một chất kích hoạt phosphor xanh trong các ống TV màu, được sử dụng trong các tia laser đặc biệt và như một dẫn xuất trong các thiết bị trạng thái rắn.

## An toàn
Terbi(III) chloride có thể gây sung huyết mống mắt. Các điều kiện/chất cần tránh là: nhiệt, acid và hơi acid.